# Loredana De Amicis
Loredana De Amicis (Genk, 13 februari 1986) is een Vlaamse zangeres met Italiaanse roots uit Limburg. Sinds 2008 maakt ze deel uit van de band 2 Fabiola. 
In 2014 won ze met 2Fabiola de Radio2 zomerhit met ‘ She's After My Piano’. In 2022 werd ze tweede bij het Vlaams programma The Masked Singer op VTM. In dat jaar deed ze ook mee aan Liefde voor Muziek. In 2022 jaar vierde ze samen met haar partner en manager Pat Krimson hun 1000ste optreden samen op het podium bij 2 Fabiola.
In 2023 nam ze deel aan Eurosong, de Vlaamse preselectie voor het Eurovisiesongfestival 2023. Datzelfde jaar, op 14 februari, trouwde ze met Pat Krimson.

## Televisie
- Vlaanderen Vakantieland (2014)
- De zomer van (2020)
- The Masked Singer (2022) - als ridder
- Liefde voor muziek (2022) - als zichzelf samen met Pat Krimson
- Eurosong (2023)